# Скарбимеж (гмина)
Скарбимеж (пол. Skarbimierz) — сельская гмина (волость) в Польше, входит как административная единица в Бжегский повет (Опольское воеводство), Опольское воеводство. Население — 7143 человека (на 2004 год).

## Демография
| Перепись                       | Всего   | Всего | Женщины | Женщины | Мужчины | Мужчины |
| ------------------------------ | ------- | ----- | ------- | ------- | ------- | ------- |
| Единицы                        | человек | %     | человек | %       | человек | %       |
| Население                      | 7143    | 100   | 3556    | 49,8    | 3587    | 50,2    |
| Плотность населения (чел./км²) | 64,6    | 64,6  | 32,2    | 32,2    | 32,5    | 32,5    |

## Соседние гмины
1. Гмина Левин-Бжески
2. Гмина Любша
3. Гмина Ольшанка
4. Гмина Олава
5. Гмина Попелюв
6. Бжег